# 本間千恵子
本間 千恵子（ほんま ちえこ、2月1日 - ）は、日本の女性漫画家。

## 来歴
東京出身、2月1日生まれ。19歳のときに「にいちゃんが笑った」が第7回「少女フレンド・なかよし新人まんが賞」（1974年）に入選し、同作で漫画家としてデビュー。以後は「別冊少女フレンド」「ラブリーフレンド」「mimi」などの講談社の雑誌に読み切りや短期連載の漫画を数多く掲載した。
結婚後は、主婦や子育ての物語を中心に描くようになり、秋田書店の「フォアミセス」などのレディースコミック誌にも連載するようになった
2013年頃より六代目三遊亭圓窓より落語の指導を受け、扇子っ子連・千早亭の千早亭大三九（ちはやていおおみっく）として落語会に参加したり、2017年に劇団ClownCrownに入団するなど、漫画以外にも活動の場を広げている。

## 著書
- どらネコ文太（講談社、1976年1月）
- さあこい３匹！（講談社、1977年4月）
- ふたご星（講談社、1977年9月）
- 風っ子だより（講談社、1978年5月）
- 星にゆく季節（講談社、1978年11月）
- チイちゃまのミニワールド（講談社、1979年5月）
- あせっちゃう!!（講談社、1979年9月）
- ほっところっけ（講談社、1980年7月）
- しりはじめふれはじめ（講談社、1981年4月）
- 日曜日は背くらべ（講談社、1982年3月）
- あたしのものよ!!（講談社、1983年1月）
- アイコ36歳（講談社、1983年11月）
- 週刊結婚情報（講談社、1984年10月）
- 乙女恋白書[5]（講談社、1985年2月）
- 星に願いを（講談社、1985年4月、原作：林真理子）
- アイコさんの家族絵日記（講談社、1986年4月）
- スーパーマーケット’86（講談社、1987年3月）
- 玉の輿失格!?（講談社、1987年8月）
- 新婚う・ふ・ふ♡（講談社、1988年9月）
- 本番です！（小学館、1993年1月）
- オンブにだっこ（スコラ、1995年8月）
- オンブにだっこ 2（スコラ、1996年2月）
- 実録主婦物語！（秋田書店、1996年1月）
- 赤ちゃんがほしい!!（講談社、1996年2月）
- こんにちは赤ちゃん（講談社、1996年8月)
- こんにちは赤ちゃん 2（講談社、1996年12月）
- 赤ちゃんにあいたい！（秋田書店、2001年5月、文章：宮本まき子、監修：鈴木国興）

## 共著など
- 爆進！シングルママが行く（秋田書店、1999年11月、新川てるえとの共著）
- 産む！―100%体験コミック（あおば出版、2000年11月、斉藤恵、伊藤こず枝、福田素子、大政喜美子との共著）
- 継母ですが？　もう1つのシンデレラストーリー（エンターブレイン、2013年9月、新川てるえとの共著）